# Liste öffentlicher Kneipp-Anlagen in Heidelberg
In der Liste öffentlicher Kneipp-Anlagen in Heidelberg sind öffentliche Kneipp-Anlagen für Orte, die zum Stadtkreis Heidelberg in Baden-Württemberg gehören, aufgeführt. Sie ist primär nach Orten sortiert, unabhängig davon, ob es sich um Ortsteile, Gemeinden oder Städte handelt. Kneipp-Anlagen können laut Kneipp-Bund in Form von Wassertretanlagen oder Armbecken vorliegen und unterliegen grundsätzlich nicht der Trinkwasserverordnung. Kneipp-Anlagen werden häufig künstlich angelegt. Daneben gibt es in den natürlichen Verlauf von Fließgewässern eingebettete Wassertretstellen. Kneippen ist eine Behandlungsmethode der Hydrotherapie, die auf der Grundlage von Sebastian Kneipp angewendet wird. Hierbei wird in kaltem Wasser auf der Stelle geschritten. In Armbecken werden die Arme bis zur Mitte der Oberarme ins kalte Wasser getaucht. Die Liste erhebt keinen Anspruch auf Vollständigkeit.

## Kneipp-Anlagen in Heidelberg
Derzeit sind in Heidelberg zwei öffentliche Kneipp-Anlagen erfasst (Stand: 28. Oktober 2024):
| Bild | Ort              | Beschreibung                                                                                 | ↴ Zufluss / ↳ Abfluss              | Standort         |
| --- | ---------------- | -------------------------------------------------------------------------------------------- | ---------------------------------- | ---------------- |
| Bild gesucht Die Wikipedia wünscht sich an dieser Stelle ein Bild vom Ort mit diesen Koordinaten 49.4094 8.6797 . Motiv: Kneipp-Anlage Bergheim Falls du dabei helfen möchtest, erklärt die Anleitung , wie das geht. BW   | Bergheim         | Kneipp-Anlage beim Thermalbad Heidelberg. Zugänglich zu den Öffnungszeiten des Thermalbades. | ↴ Trinkwassernetz / ↳ Abwassernetz | ⊙ Vangerowstraße |
| Bild gesucht Die Wikipedia wünscht sich an dieser Stelle ein Bild vom Ort mit diesen Koordinaten 49.38902 8.737341 . Motiv: Kneipp-Anlage Kohlhof Falls du dabei helfen möchtest, erklärt die Anleitung , wie das geht. BW | Altstadt-Kohlhof | Kneipp-Anlage                                                                                | ↴ Trinkwassernetz / ↳ Abwassernetz | ⊙ Cedernwaldweg  |